# Giải Cánh diều cho nam diễn viên phụ xuất sắc phim truyện truyền hình
Giải Cánh diều cho nam diễn viên phụ xuất sắc phim truyện truyền hình là hạng mục trong hệ thống Giải Cánh diều, giải thưởng điện ảnh hàng năm của Hội Điện ảnh Việt Nam.

## Danh sách theo năm

### 2015-2019
| Năm  | Diễn viên        | Tác phẩm               | Chú thích   |
| ---- | ---------------- | ---------------------- | ----------- |
| 2015 | NSND Trọng Trinh | Mưa bóng mây           | [ 1 ] [ 2 ] |
| 2016 | NSND Công Lý     | Chiều ngang qua phố cũ | [ 3 ]       |
| 2017 | Jimmii Khánh     | Thương nhớ ở ai        | [ 4 ]       |
| 2017 | NSND Trung Anh   | Người phán xử          | [ 4 ]       |
| 2018 | Bình An          | Tình khúc bạch dương   | [ 5 ]       |
| 2019 | Doãn Quốc Đam    | Mê cung                | [ 6 ]       |

### 2020s
| Năm  | Diễn viên        | Tác phẩm              | Chú thích          |
| ---- | ---------------- | --------------------- | ------------------ |
| 2020 | Thanh Sơn        | Tình yêu và tham vọng | [ 7 ]              |
| 2021 | NSƯT Võ Hoài Nam | Hương vị tình thân    | [ 8 ] [ 9 ] [ 10 ] |
| 2023 | Vĩnh Xương       | Đấu trí               | [ 11 ]             |
| 2024 | Tô Dũng          | Cuộc đời vẫn đẹp sao  | [ 12 ]             |